# Medalla polar
La Medalla Polar (anglès: Polar Medal) és una medalla britànica instituïda el 1857 pel Rei Eduard VII. Fins al 1968 era atorgada a tots els participants en qualsevol expedició polar realitzada en nom de la Corona. Actualment és atorgada per l'esforç extrem davant les extremes condicions atmosfèriques de l'Àrtida i de l'Antàrtic.
En un inici es va sancionar i concedir per missions concretes:
- La versió 1857 va ser instituïda per recompensar als homes que van participar en l'expedició de recerca de l'expedició de Sir John Franklin que buscava el 1847 el Pas del Nord-oest.
- La 2a versió s'instituí per les tripulacions dels 3 vaixells que van explorar l'Àrtic el 1875-76
- La 3a versió s'instituí pels membres de la primera expedició del Capità Scott a l'Antàrtida, i posteriorment pels membres de l'expedició d'Ernest Shackleton.

Originalment era en plata i bronze (les medalles de bronze eren atorgades pel personal dels vaixells de relleu en les expedicions a l'Antàrtic). Actualment només s'atorga en plata.
Actualment calen 10 anys de servei a les regions polars.

## Disseny
Una medalla de plata, de forma octogonal, de 36mm d'ample. A l'anvers apareix l'efígie del monarca regnant.
Al revers apareixen diversos homes amb esquís amb el RRS Discovery al fons.
Penja d'una cinta blanca.
Es concedeix una barra per les subseqüents concessions.